# Helochara deltoides
Helochara deltoides är en insektsart som beskrevs av Hamilton 1986. Helochara deltoides ingår i släktet Helochara och familjen dvärgstritar. Inga underarter finns listade i Catalogue of Life.